# Жоффруа (епископ Кутанса)
Жоффруа де Монбрей (или Джеффри де Монбрей; англ. Geoffrey de Montbray; умер в 1093) — один из соратников Вильгельма I Завоевателя, участник нормандского завоевания Англии и одна из центральных фигур в королевской администрации Англии ранненормандского периода, епископ Кутанса (с 1048 года).

## Биография

### Юность и нормандское завоевание
Жоффруа происходил из дворянской семьи, чьи владения находились в юго-западной части Нормандии, на территории современного департамента Манш. Уже в юности Жоффруа добился своего избрания в 1048 году епископом Кутанса, чей диоцез охватывал большую часть Котантена. Благодаря привлечению денежных средств от нижненормандских рыцарей и их владений на Сицилии ему удалось завершить строительство кафедрального собора в Кутансе, который был освящён в 1056 году. Однако наибольшую известность Жоффруа получил как военачальник и крупный государственный деятель эпохи нормандского завоевания Англии.
Вместе с таким же как он епископом-воином Одо из Байё, Жоффруа участвовал во вторжении герцога Вильгельма в Англию к конце сентября 1066 года и благословлял нормандцев перед битвой при Гастингсе. 25 декабря 1066 года Жоффруа вместе с англосаксонским архиепископом Элдредом Йоркским совершили обряд коронации Вильгельма королём Англии. За свою службу Жоффруа получил обширные земельные владения, разбросанные по двенадцати английским графствам. В 1067 году епископ руководил подчинением нормандской власти юго-западных областей Англии, где вспыхнуло несколько восстаний англосаксов против завоевателей. Если волнения в Девоне и Корнуолле не вызывали особого беспокойство и быстро сошли на нет, столкнувшись с укреплённой нормандской базой в Эксетере, то мятеж в Сомерсете и Дорсете был более серьёзным. Для его подавления Жоффруа пришлось привлечь не только нормандские отряды юго-западных замков, но и подкрепления из Лондона. К 1069 году волнения в этом регионе страны были подавлены, чем была обеспечена свобода действий короля Вильгельма на севере Англии («Опустошение Севера»).

### Государственная деятельность
Жоффруа оставался доверенным лицом короля Вильгельма на протяжении всего его правления. Он играл главную роль в организации и функционировании судебной системы нормандской Англии, выступая от имени короля практически во всех важнейших судебных процессах 1070-х—1080-х годах, в том числе в расследовании злоупотреблений королевских шерифов и крупных магнатов, в тяжбах в отношении незаконно отторгнутых или конфискованых земель (например, суд между архиепископом Кентерберийским и Одо, епископом Байё). Возможно также, что Жоффруа участвовал во всеобщей переписи земельной собственности в Англии в 1086 году, по результатам которой была составлена знаменитая «Книга Страшного суда». Во многом благодаря деятельности Жоффруа баронская вольница первых лет после нормандского завоевания, когда в пылу борьбы за земли пострадали многие монастыри, церкви и мелкие англосаксонские землевладельцы, была остановлена и в стране восстановилась относительная законность и общественный порядок.
В 1075 году вместе с Одо, епископом Байё, Жоффруа командовал королевскими войсками, направленными на подавление «мятежа трёх графов», причём, по свидетельствам хронистов, Жоффруа требовал каждому участнику мятежа отрубить правую ногу.

### Восстание 1088 года и смерть
После смерти Вильгельма Завоевателя, в 1088 году епископ Кутансский присоединился к восстанию англонормандских баронов против его сына Вильгельма II Руфуса. Базой для действий отрядов Жоффруа стал Бристоль, где он выстроил хорошо укреплённый замок. Войска епископа сожгли Бат и разорили Сомерсет, но в конце 1088 года Жоффруа примирился с королём. Тем не менее в 1090 году епископ покинул Англию и возвратился в Нормандию, ко двору герцога Роберта Куртгёза.
Спустя три года Жоффруа скончался в Кутансе. Наследником его обширных английских владений стал племянник граф Нортумбрии Роберт де Мобрей.